# Vama (župa Sučava)
Vama (německy Wama) je obec nacházející se v župě Sučava v Bukovině, na severovýchodě Rumunska. Leží mezi řekami Moldova a Moldovița. Skládá se ze čtyř vesnic: Molid, Prisaca Dornei (německy Eisenau), Strâmtura a Vama. Obec byla městem až do roku 1950, kdy ztratila svůj městský status.

## Rodáci
- Hermann Schieberth (1876 – 1948), rakouský fotograf
- Hugo Weczerka (1930–2021), německý historik
- Liviu Giosan (* 1968) – mořský geolog, který studuje interakce mezi klimatem, krajinou a lidmi